# 维拉弗拉蒂
维拉弗拉蒂（義大利語：Villafrati）是意大利西西里大区巴勒莫广域市的一个市镇。总面积25平方公里，人口3380人，人口密度135.2人/平方公里（2009年）。ISTAT代码为082080。